# Сијера Мадре (Калифорнија)
Сијера Мадре (енгл. Sierra Madre) град је у америчкој савезној држави Калифорнија. По попису становништва из 2010. у њему је живело 10.917 становника.

## Демографија
Према попису становништва из 2010. у граду је живело 10.917 становника, што је 339 (3,2%) становника више него 2000. године.
| Група             | 2000.         | 2010.         |
| Белци             | 8.435 (79,7%) | 7.891 (72,3%) |
| Афроамериканци    | 121 (1,1%)    | 201 (1,8%)    |
| Азијати           | 592 (5,6%)    | 835 (7,6%)    |
| Хиспаноамериканци | 1.054 (10,0%) | 1.628 (14,9%) |
| Укупно            | 10.578        | 10.917        |